# ヒューマン (ワンリパブリックのアルバム)
『ヒューマン』（Human）は、アメリカ合衆国のポップ・ロックバンド、ワンリパブリックによる5枚目のスタジオ・アルバムである。アルバムは2021年8月27日にモスリー・ミュージック・グループとインタースコープ・レコードを通じてリリースされる予定である。また、アルバムからはシングル"レスキュー・ミー"、"ウォンテッド"、"ディデュント・アイ"、"ベター・デイズ"、"ラン"が先行してリリースされている。

## 背景
アルバムは、2019年9月にフロントマンのライアン・テダーから当年の「11月後期」にリリースが予定されていると発表された。ライアンはアルバムを8つか9つほどの楽曲とともに出したく思っており、また2020年にも新曲をリリースし続けたいと発言していた。後にライアンは「我々が必要だと考えていた時間枠のうちにアルバムを終わらせることが物理的に不可能である（原文：physically impossible to finish an album in the timeframe that we thought we needed it）」ためアルバムは2020年の第二四半期まで延期されており、彼自身アルバムがもし感謝祭とクリスマスの間にリリースされたら成功しないだろうと思っていると明らかにした。ライアンはまた、バンドは「ハードディスクに散らばった二年分の曲」があり、「ここ二年分の中からでまとまりのあるアルバム」を作るために「最適なもの」を見つけ出そうとしているのだと言った。ライアンは、5月8日のリリース日はコロナウィルスのパンデミック真っ只中であり、「気持ち悪い時間」であるために延期されたと発言した。また、バンドは「私たちで互いに、またあなた達とも距離を取ることが求められる昨今の事情により、アルバムのリリースは延期された」と発信した。2021年7月1日、バンドは彼らのインスタグラムアカウントで、"ヒューマン"の公式リリース日は2021年8月27日であると発表した。

## シングル
リードシングル"レスキュー・ミー"は2019年5月17日にリリースされ、"USビルボード・バブリング・アンダー・ホット100"で第5位に達した。"ウォンテッド"は2019年9月6日にセカンドシングルとしてリリースされ、"USビルボード・バブリング・アンダー・ホット100"で第9位に達した。サードシングル"ディドゥント・アイ"はアルバムの事前予約と同時並行で2020年5月13日リリースされ、"USビルボード・バブリング・アンダー・ホット100"で第19位に達した。"ベター・デイズ"はフォースシングルとして2020年5月25日にリリースされた他、"ラン"はフィフスシングルとして2021年5月5日にリリースされ、"USビルボード・バブリング・アンダー・ホット100"で第21位に達した。

### プロモーションシングル
アルバムは、2019年9月11日にリリースされたプロモーションシングル"サムバディ―・トゥー・ラヴ"を含む。これは作詞家JT・ローチによってソングランドシリーズの中で書かれたもので、ライアンはソングランドに審査員として参加している。

## トラックリスト
スタンダード・エディションは10個のトラックが、デラックス・エディションは16個のトラックが含まれる。ターゲットによるデラックス・エディションはさらなる楽曲が含まれる予定であり、全部で21曲となる予定である。
| #   | タイトル             | 作詞                                                                                     | 作曲・編曲                                                                               | Producer(s)                                | 時間 |
| --- | -------------------- | ---------------------------------------------------------------------------------------- | ---------------------------------------------------------------------------------------- | ------------------------------------------ | ---- |
| 1.  | 「Run」              | Ryan Tedder Brent Kutzle John Nathaniel Tyler Spry                                       | Ryan Tedder Brent Kutzle John Nathaniel Tyler Spry                                       | Tedder Kutzle Nathaniel Spry               | 2:49 |
| 4.  | 「Didn't I」         | Tedder Kutzle Zach Skelton James Abrahart Kyrre Gørvell-Dahll                            | Tedder Kutzle Zach Skelton James Abrahart Kyrre Gørvell-Dahll                            | Tedder Kutzle Nathaniel [a]                | 3:27 |
| 5.  | 「Rescue Me」        | Tedder Kutzle                                                                            | Tedder Kutzle                                                                            | Tedder Kutzle Spry [a]                     | 2:38 |
| 9.  | 「Somebody to Love」 | Tedder Kutzle Shane McAnally Ester Dean Andrew Wells Andrew DeRoberts JT Roach Jintae Ko | Tedder Kutzle Shane McAnally Ester Dean Andrew Wells Andrew DeRoberts JT Roach Jintae Ko | Tedder Kutzle Nathaniel DeRoberts Spry [b] | 3:01 |
| 10. | 「Wanted」           | Tedder Casey Smith Kutzle Skelton Tyler Spry                                             | Tedder Casey Smith Kutzle Skelton Tyler Spry                                             | Tedder Kutzle Spry Steve Wilmot [b]        | 2:16 |

| #   | タイトル        | 作詞                         | 作曲・編曲                   | Producer(s)                      | 時間 |
| --- | --------------- | ---------------------------- | ---------------------------- | -------------------------------- | ---- |
| 12. | 「Better Days」 | Tedder Kutzle John Nathaniel | Tedder Kutzle John Nathaniel | Tedder Kutzle Nathaniel Spry [a] | 2:24 |

- ^[a] signifies a co-producer
- ^[b] signifies an additional producer